# Liste der Wiener Gemeindebauten/Innere Stadt
Diese Liste zählt die Gemeindebauten im 1. Wiener Gemeindebezirk Innere Stadt auf.
Es werden nur solche Objekte angeführt, die seit Beginn des sozialen Wohnbaus errichtet wurden. Ältere Häuser, die im Besitz der Stadt Wien sind und in denen ebenfalls Gemeindewohnungen vergeben werden, fehlen daher.

## Gemeindebauten
| Name / ID                                             | Foto |                 | Adresse                     | Baujahr   | Architekt(en)      | Kunstobjekte | Wohnungen | Anmerkungen                                                                                  |
| ----------------------------------------------------- | ---- | --------------- | --------------------------- | --------- | ------------------ | --- | --------- | -------------------------------------------------------------------------------------------- |
| Salvatorgasse 10 313 HERIS-ID: 25612 Objekt-ID: 22047 | 1    | Datei hochladen | Fischerstiege 1-7 Standort  | 1952–1954 | Otto Niedermoser   | Salvatorgasse: Taubenfries von Josef Pillhofer, Fischerstiege: Steinrelief Fischer von Rudolf Schwaiger (beide 1953)                | 116       | Denkmalschutz Bau steht im Zusammenhang mit Fischerstiege 4-8. Identadresse Salvatorgasse 10 |
| 312 HERIS-ID: 25613 Objekt-ID: 22048                  | 1    | Datei hochladen | Fischerstiege 4–8 Standort  | 1951–1953 | Otto Niedermoser   | Natursteinrelief Stoffhandel von Oskar Bottoli (1953)                                                                               | 66        | Denkmalschutz Bau steht im Zusammenhang mit Salvatorgasse 10                                 |
| Ginzkeyhof 65 HERIS-ID: 30850 Objekt-ID: 27644        | 1    | Datei hochladen | Johannesgasse 9–13 Standort | 1954–1955 | Ladislaus Hrdlicka | Fassadenschmuck über der Tür: Fünf Studenten in alter Tracht, als Erinnerung an das Goldberg'sche Stiftungswerk für arme Studenten. | 55        | Denkmalschutz Benannt nach Franz Karl Ginzkey                                                |
| Irene-Harand-Hof 64 HERIS-ID: 47454 Objekt-ID: 50526  | 1    | Datei hochladen | Judengasse 4 Standort       | 1951–1952 | Fritz Waage        | Eine Figur der Heiligen Barbara aus der ersten Hälfte des 18. Jahrhunderts in einer Nische                                          | 22        | Denkmalschutz Benannt nach Irene Harand                                                      |
| 314                                                   | 1    | Datei hochladen | Rudolfsplatz 8 Standort     | 1959–1960 | Hans Miedel junior | | 45        | Identadresse Gonzagagasse 7                                                                  |
| 338 HERIS-ID: 30768 Objekt-ID: 27534                  | 1    | Datei hochladen | Wollzeile 27 Standort       | 1938–1942 | Hans Schimitzek    | Irdene Blumentöpfe am obersten Erkerfenster, geplante Statuen kamen nicht zur Ausführung                                            | 19        | Denkmalschutz Irdene Blumentöpfe vermutlich nicht erhalten.                                  |

## Ehemalige Gemeindebauten
| Name / ID                                                       | Foto |                 | Adresse                 | Baujahr   | Architekt(en) | Kunstobjekte                                                                             | Wohnungen | Anmerkungen |
| --------------------------------------------------------------- | ---- | --------------- | ----------------------- | --------- | ------------- | ---------------------------------------------------------------------------------------- | --------- | --- |
| Windhagsches Stiftungshaus 330 HERIS-ID: 47348 Objekt-ID: 50316 | 1    | Datei hochladen | Bäckerstraße 9 Standort | 1951–1952 | Johann Stöhr  | Renaissanceportal aus dem Jahr 1559, Figur der Muttergottes links oberhalb des Einganges | 26        | Denkmalschutz Identadresse Windhaaggasse 1, Sonnenfelsgasse 10 Neubau mit Fassade des Vorgängerhauses Nunmehr unter Verwaltung der gemeindeeigenen WISEG |